# 源子河
源子河，也作元子河，位于中华人民共和国山西省北部，是桑干河左岸支流，发源于左云县东南的尖口山，蜿蜒向西南，流经左云县西南部、右玉县东南部、山阴县西北部、朔州市平鲁区东部和朔城区东北部，于朔城区神头镇马邑村与恢河相汇，汇合口以下始称“桑干河”。河流全长110千米，流域面积2083.7平方千米。源子河上游植被稀疏，水土流失较重。流域地处半干旱地区，干旱灾害频繁。